# Pikku-Kaarni
Pikku-Kaarni eller Pieni Kaarnijärvi är en sjö i Finland. Den ligger i kommunen Rovaniemi i landskapet Lappland, i den norra delen av landet, 700 km norr om huvudstaden Helsingfors. Pikku-Kaarni ligger 176,4 meter över havet. Den är 4,3 meter djup. Arean är 2,14 kvadratkilometer och strandlinjen är 9,42 kilometer lång. Sjön  ingår i Kemi älvs huvudavrinningsområde.   Den sträcker sig 2,6 kilometer i nord-sydlig riktning, och 1,6 kilometer i öst-västlig riktning.